# Абросимова улица (Санкт-Петербург)
Абро́симова улица — упразднённая улица в Красногвардейском районе Санкт-Петербурга. Проходила от Большеохтинского в сторону Среднеохтинского проспекта в промежутке между Тарасовой и Панфиловой улицами. Протяжённость составляла около 200 м.

## История
Название произошло в XVIII веке от фамилии одного из первых поселенцев плотничьей слободы, которая здесь располагалась.
До 1958 года улица доходила до Среднеохтинского проспекта, а начиналась непосредственно от Невы, но в 1960-х годах начало улицы вошло в застройку в связи с реконструкцией Свердловской набережной. Постановлением правительства Санкт-Петербурга № 891 от 20 июля 2010 года улица исключена из общегородского реестра городских названий.
«Причиной исключения улицы стало развитие территории, предназначенной под жилую застройку», — сообщил комитет по градостроительству и архитектуре. Здесь строится жилой комплекс «Охта-модерн», ради которого была снесена вся застройка улицы — пять домов. Будет ли Абросимова улица восстановлена после окончания проекта, неизвестно: по данным на январь 2012 года разрабатывался проект планировки данного квартала.